# Báo và phát thanh, truyền hình Khánh Hòa
Báo và Phát thanh – Truyền hình Khánh Hòa là đơn vị sự nghiệp trực thuộc Ủy ban nhân dân tỉnh Khánh Hòa, là cơ quan báo chí của Đảng bộ, chính quyền tỉnh Khánh Hòa. 
Đài được thành lập trên cơ sở hợp nhất Đài Phát thanh Khánh Hòa và Đài Truyền hình Nha Trang. KTV có chức năng thông tin, tuyên truyền đường lối, chủ trương, chính sách của Đảng và Nhà nước; phổ biến các chỉ thị, nghị quyết và các nhiệm vụ của cấp ủy, chính quyền địa phương; phản ánh tâm tư, nguyện vọng, cổ vũ phong trào thi đua yêu nước của các tầng lớp nhân dân trên địa bàn tỉnh Khánh Hòa.
Với thời gian trên 40 năm xây dựng và phát triển, KTV không ngừng lớn mạnh và phát triển; thực hiện tốt nhiệm vụ tuyên truyền các chủ trương, đường lối của Đảng và chính sách, pháp luật của Nhà nước. Cùng với việc tăng thời lượng phát sóng, KTV không ngừng đầu tư cơ sở vật chất kỹ thuật, luôn đổi mới nâng cao chất lượng nội dung và hình thức thể hiện chương trình, mở rộng diện phủ sóng phục vụ tốt các nhiệm vụ chính trị của Đảng bộ tỉnh, góp phần tích cực vào sự nghiệp phát triển kinh tế, văn hóa, xã hội, an ninh, quốc phòng… và đáp ứng ngày một tốt hơn nhu cầu thông tin giải trí, hưởng thụ văn hoá tinh thần của cán bộ, nhân dân tỉnh nhà. Thông qua hệ thống các trạm tiếp phát lại của KTV và 08 Đài Truyền thanh – Truyền hình các huyện, thị xã, thành phố và trên 137 đài truyền thanh cơ sở xã, phường, thị trấn. Hiện nay, sóng phát thanh và truyền hình KTV phủ trên 95% diện tích toàn tỉnh.
Thời lượng phát sóng phát thanh của KTV: 20,5/7 và tiếp sóng các kênh phát thanh FM và AM của Đài Tiếng nói Việt Nam. Thời lượng phát sóng truyền hình trên kênh KTV: 18/7 và tiếp sóng các kênh truyền hình của Đài Truyền hình Việt Nam. Trung tâm truyền dẫn phát sóng được trang bị hệ thống tổng khống chế và sắp xếp chương trình tự động có khả năng phát sóng 24/7. Truyền dẫn chương trình KTV trên: Vệ tinh Vinasat 2, AVG, MyTV, SDTV, HTVC, VCTV, FPT Play, VTV Cáp Nha Trang, truyền hình cáp internet Viettel. Trực tuyến kênh truyền hình và phát thanh trên trang thông tin điện tử http://ktv.org.vn. Sau ngày 31 tháng 12 năm 2017, KTV thực hiện phát sóng truyền hình số mặt đất chấm dứt phát sóng truyền hình Analog Lưu trữ ngày 12 tháng 3 năm 2023 tại Wayback Machine.

## Lãnh đạo
- Tổng Biên tập: Thái Thị Lệ Hằng
- Phó Tổng Biên tập: Lê Hoàng Triều
- Phó Tổng Biên tập: Cung Phú Quốc
- Phó Tổng Biên tập: Trần Minh Thảo
- Phó Tổng Biên tập: Võ Thanh Lâm

## Lịch sử
- Tiền thân của đài là Đài Truyền hình Nha Trang được thành lập từ thời Việt Nam Cộng hòa phát từ đảo Hòn Tre vào đất liền, đến đầu tháng 4 năm 1975 do chiến tranh đài tạm dừng hoạt động.
- Ngày 15 tháng 12 năm 1976, Đài Phát thanh Phú Khánh thành lập và phát sóng chương trình phát thanh đầu tiên.[1]
- Hơn 1 năm sau ngày giải phóng Khánh Hòa, với sự quan tâm của chính quyền địa phương và sự hỗ trợ của Đài Truyền hình Thành phố Hồ Chí Minh, ngày 15 tháng 12 năm 1976, Đài Truyền hình Nha Trang đã hoàn thành việc xây dựng và phát sóng trở lại.[2]
- Năm 1989, tỉnh Phú Khánh chia tách thành 2 tỉnh: Phú Yên và Khánh Hòa, đồng thời đổi tên thành Đài Phát thanh Khánh Hòa.
- Năm 1995, Đài Phát thanh - Truyền hình Khánh Hòa được thành lập trên cơ sở hợp nhất Đài Phát thanh Khánh Hòa và Đài Truyền hình Nha Trang.
- Sau ngày 31 tháng 12 năm 2017, KTV thực hiện phát sóng truyền hình số mặt đất và chấm dứt phát sóng truyền hình analog.
- Từ ngày 21 tháng 10 năm 2018, KTV phát sóng truyền hình độ phân giải cao HD.
- Từ ngày 1 tháng 5 năm 2025, Đài Phát thanh - Truyền hình Khánh Hòa sáp nhập với Báo Khánh Hòa (cũ) thành Báo Khánh Hòa (mới).
- Từ ngày 1 tháng 7 năm 2025, Báo Khánh Hòa hợp nhất với Báo và Đài Phát thanh – Truyền hình Ninh Thuận thành Báo và Phát thanh – Truyền hình Khánh Hòa.

## Các kênh

### Phát thanh
- FM 106,5 MHz[3]: Kênh Phát thanh tin tức Khánh Hòa phát sóng 18/7. Từ 5h30 phút đến 23h30 phút.
- FM 95,0 MHz: Kênh phat thanh Văn hóa và đời sống

### Truyền hình
- KTV (Kênh thời sự, chính luận và tổng hợp): Kênh truyền hình Khánh Hòa phát sóng từ 5h30 đến 23h30 hàng ngày
- KTV1 (Kênh thông tin, văn hóa và giải trí): chính thức lên sóng từ ngày 01/07/2025 trên cơ sở chuyển đổi từ kênh truyền hình Ninh Thuận trước đây. Phát sóng từ 05h30 đến 23h30 hàng ngày

Thời lượng phát sóng trên KTV
- 01/01/1995 - 31/12/2003: 11h00 - 14h00; 17h00 - 23h00 hàng ngày.
- 01/01/2004 - 31/12/2004: 06h30 - 14h00; 17h00 - 23h00 hàng ngày.
- 01/01/2005 - 31/05/2007: 06h00 - 24h00 hàng ngày.
- 01/06/2007 - 31/05/2011: 05h30 - 23h00 hàng ngày.
- 01/06/2011 - 31/10/2024: 24/7.
- 01/11/2024 - nay: 05h30 - 23h30 hàng ngày.

- VTVCab: Kênh 289
- SCTV: cáp Analog tại Khánh Hòa, phủ sóng DVB-T2
- HTVC: Kênh hiện tại đã ngừng phát sóng
- AVG: Kênh hiện tại đã ngừng phát sóng
- SDTV: Kênh 36, tần số 594 UHF
- FPT: Kênh 157
- MyTV - VNPT: Kênh 791
- Truyền hình Viettel: Kênh 231
- VTC: Kênh 105
- Vinasat 1 và Vinasat 2
- Truyền hình OTT: VieON, HTVC, FPT Play, ClipTV, VTVgo, KTV, MyTV , VTVCab ON, HTVC TVoD, App K+

## Hoạt động
Thông qua hệ thống các trạm tiếp phát của Đài Phát thanh - Truyền hình Khánh Hòa và 8 đài truyền thanh, truyền hình của các huyện, thị xã, thành phố và trên 137 đài truyền thanh cơ sở xã, phường, thị trấn; hiện nay sóng phát thanh và truyền hình KTV phủ trên 95% diện tích toàn tỉnh.
Thời lượng phát sóng phát thanh của Đài Phát thanh - Truyền hình Khánh Hòa đạt 18/7 từ 5h30 đến 0h00 và tiếp sóng các kênh phát thanh FM và AM của Đài Tiếng nói Việt Nam. Thời lượng phát sóng truyền hình trên kênh KTV là 18/7 từ 5h30 đến 23h30 và tiếp sóng các kênh truyền hình của Đài Truyền hình Việt Nam.
Ngoài các chương trình tiếng Việt, mỗi ngày đài còn có một bản tin tiếng Anh phục vụ cho khách du lịch và người nước ngoài sinh sống trên địa bàn tỉnh. Mỗi tháng 2 lần đài có 1 chương trình thời sự tổng hợp tiếng Ra glai phục vụ cho người Ra Glai, nhóm dân tộc đông thứ hai tại Khánh Hòa.